# Trite mustilina
Trite mustilina là một loài nhện trong họ Salticidae.
Loài này thuộc chi Trite. Trite mustilina được Powell miêu tả năm 1873.